# Camí de Constantí
El Camí de Constantí era, i és, un antic camí que unia la ciutat de Reus amb Constantí.
Quan el camí era fora del nucli urbà, sortia de Reus pel portal de la Font i coincidia amb el camí de Tarragona fins després de travessar la Riera del Boix. Poc després el camí de Constantí rebia el Camí de l'Aigua Nova. Actualment, es pot dir que el camí arrenca de la carretera de Tarragona, per sota del Mas del Carpa, travessa el barranc del Martí, un bocí de la partida del Burgaret, la riera del Pi de Bofarull i passa entre la Grassa i el Camp d'Aviació. Abans d'entrar al terme de Constantí fa de frontera un temps entre aquest terme i el de Reus. Havia estat un camí important perquè conduïa al Molí de Centcelles, propietat de la vila de Reus, perquè l'any 1537 l'havia comprat a la Mitra, i que prenia aigua del riu Francolí. El Molí de Centcelles va perdre importància quan es van posar en funcionament els molins de Monterols i del Molinet.